# Clemente (metropolita di Kiev)
Clemente, nato come Smoljatic Kliment, in russo Климент Смолятич? (Smolensk, 1110 – Smolensk, dopo il 1164), è stato uno scrittore e teologo russo, vescovo metropolita di Kiev dal 1147 al 1155.

## Biografia
Clemente, eletto metropolita di Kiev il 27 luglio 1147 dal concilio dei vescovi, grazie al sostegno del principe Izjaslav II di Kiev, dovette poi difendere la sua carica a causa dei non buoni rapporti con alcuni vescovi e principi locali, ma si dovette dimettere nel 1155, dopo la morte del principe Izjaslav II.
Grazie alle opere scritte per difendersi, sviluppò la sua attività di oratore e di scrittore,in uno stile semplice ma con un linguaggio colto.
Definito «uomo di libri e filosofo, quale la terra russa ancora non aveva avuto», fu accusato dai suoi nemici di aver tratto ispirazione da scrittori pagani, da Omero ad Aristotele ed a Platone,ma lui si difese affermando la legittimità di spiegare i testi sacri tramite parabole allegoriche.
Il suo principale accusatore risultò un prete, Foma, al quale Clemente scrisse un saggio intitolato Messaggio al prete Foma (Poslanie Fome Prosviteru), ritenuto una fondamentale testimonianza della cultura contemporanea, anche se le citazioni sono di seconda e di terza mano.
L'importanza del saggio è principalmente stilistico, ed è proprio sotto questo punto di vista che a Clemente è stato attribuito anche il saggio intitolato Ammaestramento sull'amore (Poučenie o ljubvi), in cui si trovano somiglianze e coincidenze con il Messaggio al prete Foma.

## Opere
- Messaggio al prete Foma (Poslanie Fome Prosviteru);
- Ammaestramento sull'amore (Poučenie o ljubvi).